# Lori cardenal
El lori cardenal (Pseudeos cardinalis) és una espècie d'ocell de la família dels psitàcids que habita zones boscoses de les illes Bismarck i Salomó.

## Taxonomia
Antany ubicat al gènere Chalcopsitta, ha estat classificat a Pseudeos arran Schweizer et al 2015.